# Sambre (mini-série)
Pour les articles homonymes, voir  Sambre.
Sambre est une mini-série télévisée franco-belge en six épisodes de 52-69 minutes, créée par Alice Géraud et Marc Herpoux, et diffusée à partir du 9 novembre 2023 sur La Une en Belgique et du 13 au 27 novembre 2023 sur France 2. Elle s'inspire librement de l'affaire dite du « violeur de la Sambre ».

## Synopsis
L'histoire se déroule de 1988 à 2018, retraçant la traque du « Violeur de la Sambre » à travers les années. Elle retrace comment ce dernier a réussi à passer entre les mailles du filet pour continuer à frapper pendant trente ans. Chaque épisode se place d'un point de vue différent, alternant entre celui des victimes, de l'institution judiciaire, politique, scientifique, etc.

## Distribution
- Alix Poisson : Christine Labot, la première victime
- Jonathan Turnbull : Enzo Salina
- Julien Frison : Jean-Pierre Blanchot
- Pauline Parigot : Irène Dereux, la juge
- Noémie Lvovsky : Arlette Caruso, la maire
- Clémence Poésy : Cécile Dumont, la scientifique
- Olivier Gourmet : le commandant Étienne Winckler
- Louise Orry-Diquéro : Stéphanie Salina, la femme d'Enzo
- Stéphanie Chamot : Josiane
- Thaïs Vauquières : Nathalie Ferron
- Coralie Russier : Sylvie André
- Émilie Incerti Formentini : Mireille Hermann
- Christelle Cornil : Anne Dubreuil
- Sandra Parfait : Vanessa Rémy
- Théo Costa-Marini : Laurent Labot
- Pierre Perrier : Luc Belfond, le procureur
- Pasquale d'Inca : Bernard Breton, le capitaine
- Mara Taquin : Audrey Labot, fille de Christine et Laurent
  - Clara Nouvellon : Audrey, de 16 à 20 ans
- Liv Henneguier : Elodie Salina, fille d'Enzo et Stéphanie
  - Raphaëlle Doyle : Elodie Salina, de 15 à 19 ans
- Patrick Descamps : Michel Gravuski
- Denis Eyriey : Nicolas, compagnon de Cécile Dumont
- Antoine Mathieu : Gérard
- Lucie Charles-Alfred : Jennifer[4]

## Production

### Genèse
Les scénaristes ont construit le récit de la série d'après l'enquête journalistique d'Alice Géraud, « Sambre. Radioscopie d’un fait divers », publié en janvier de la même année,.

### Fiche technique
- Titre original : Sambre
- Réalisation : Jean-Xavier de Lestrade
- Scénario : Alice Géraud et Marc Herpoux
- Musique : Raf Keunen
- Photographie : Elin Kirschfink
- Montage : Sophie Brunet
- Production : Matthieu Belghiti, Pascal Breton, Jean-Xavier de Lestrade et Lionel Uzan
- Sociétés de production : Federation Entertainment, France Télévisions, Versus Production, What's Up Films
- Pays de production :  France,  Belgique[7]
- Langue originale : français
- Nombre de saison : 1
- Nombre d'épisodes : 6
- Format : couleur
- Genre : drame
- Durée : 52 minutes
- Dates de première diffusion :
  - Belgique : 9 novembre 2023[7]
  - France : 13 novembre 2023

## Épisodes
1. Christine (la victime)
2. Irène (la juge)
3. Arlette (la maire)
4. Cécile (la scientifique)
5. Winckler (le commandant)
6. Enzo (le violeur)

## Accueil

### Audiences et diffusion

#### En France
En France, la série est diffusée les lundis vers 21 h 10 sur France 2 par salve de deux épisodes du 13 au 27 novembre 2023.
| Épisode              | Diffusion              | Diffusion            | Audience moyenne          | Audience moyenne                       | Audience moyenne         | Audience moyenne | Réf.   |
| Épisode              | Jour                   | Horaire              | Nombre de téléspectateurs | Part de marché (sur les 4 ans et plus) | Part de marché (FRDA-50) | Classement       | Réf.   |
| -------------------- | ---------------------- | -------------------- | ------------------------- | -------------------------------------- | ------------------------ | ---------------- | ------ |
| 1                    | Lundi 13 novembre 2023 | 21 h 11 - 22 h 18    | 3 740 000                 | 17,8 %                                 | 5,7 %                    | 2e               | [ 8 ]  |
| 2                    | Lundi 13 novembre 2023 | 22 h 18 - 23 h 23    | 3 180 000                 | 19,7 %                                 | 5,4 %                    | 2e               | [ 8 ]  |
| 3                    | Lundi 20 novembre 2023 | 21 h 12 - 22 h 7     | 3 200 000                 | 14,7 %                                 | 5,3 %                    | 2e               | [ 9 ]  |
| 4                    | Lundi 20 novembre 2023 | 22 h 7 - 23 h 7      | 2 970 000                 | 16 %                                   | 5,3 %                    | 2e               | [ 9 ]  |
| 5                    | Lundi 27 novembre 2023 | 21 h 12 - 22 h 17    | 3 360 000                 | 16,2 %                                 | 4,9 %                    | 1er              | [ 10 ] |
| 6                    | Lundi 27 novembre 2023 | 22 h 18 - 23 h 25    | 3 300 000                 | 20,5 %                                 | 6,1 %                    | 1er              | [ 10 ] |
|                      |                        |                      |                           |                                        |                          |                  |        |
| Moyenne de la saison | Moyenne de la saison   | Moyenne de la saison | 3 290 000                 | 17,5 %                                 | 5,5 %                    |                  | [ 11 ] |

#### En Belgique
- La Radio-télévision belge de la Communauté française (RTBF) diffuse la série à partir du 9 novembre 2023 par série de deux épisodes.